# Пам'ятник жертвам фашизму (Звягель)
Пам'ятник «Жертвам фашизму» був встановлений в 1995 з ініціативи міської влади Новограда-Волинського (Житомирська область, Україна) поблизу гарнізонного Будинку Офіцерів по вул. Леваневського, на високому березі річки Случ..
На цьому місці наприкінці серпня 1941 року у гаю були розстріляні понад 700 євреїв — жінок і дітей. Розстріл імовірно був здійснений підрозділом поліцейського полку «Південь».
Автор монументу — скульптор Й. С. Табачник. Розміри: 240 x 200 x 200.
Піраміду з рожевого граніту вінчає вирубана з маси каменю голова матері, поруч з нею — її діти. Трикутник чорного граніту на землі спрямований вниз, де спочиває прах жертв, а червоний — спрямований до неба, куди сходить душа. Разом вони утворюють Зірку Давида, де викарбувано на івриті тільки одне слово: «ПАМ'ЯТАЄМО».